# Камагуан
Камагуан (ісп. Camaguán) — місто у Венесуелі, на південному заходу штату Гуаріко, адміністративний центр однойменного муніципалітету. Населення міста — 18 тис. мешканців.